# Anatoly Libgober
 (mars 2016).
Anatoly Libgober (Moscou, 1949-) est un mathématicien américain/russe, connu pour son travail en géométrie algébrique et en topologie des variétés algébriques.

## Biographie
Anatoly Libgober est né en 1949 à Moscou dans l'ancienne Union soviétique, et a immigré en Israël en 1973, après une participation active dans le mouvement pour changer les politiques d'immigration en Union soviétique. Il a étudié avec Yuri Manin à l'université de Moscou et avec Boris Moishezon à l'université de Tel Aviv où il a terminé sa thèse de doctorat en 1977, en faisant son travail postdoctoral à l'Institut d'études avancées (Princeton, N.J). 
Il a notamment enseigné à l'Institut des hautes études scientifiques (Bures sur Ivette, France), à l'Institut Max Planck à Bonn (Allemagne), au Mathematical Sciences Research Institute (Berkeley), à l'université Harvard et à l'université Columbia. 
De 2004 à 2008 il a bénéficié d'une bourse de recherche de la Fondation nationale pour la science pour son travail sur la Topology of Algebraic Varieties and Singularities, puis de 2007 à 2012, cette fois pour Topology of Singular Algebraic Varieties. Il devient professeur émérite à l'université de l'Illinois à Chicago où il a travaillé jusqu'à sa retraite en 2010.

## Profil professionnel
Les premiers travaux d' Anatoly Libgober  étudient le type de difféomorphisme des intersections complètes dans l'espace projectif complexe. Cela a conduit plus tard à la découverte des relations entre les nombres de Hodge et de Chern . Il a introduit la technique du Polynôme d'Alexander  pour l'étude du groupe fondamental des complémentaires des courbes planes algébriques. Cela a conduit au théorème de divisibilité de Libgober  et aux relations explicites de ces groupes fondamentaux avec les singularités et les invariants locaux des singularités (les constantes de quasi-contiguïté). Plus tard, il introduit les  'variétés caractéristiques'  du groupe fondamental, fournissant une extension multivariée du polynôme d'Alexander, et il applique ces méthodes à l'étude des groupes d'homotopie des complémentaires des hypersurfaces dans l'espace projectif et de la topologie des arrangements d'hyperplans. Au début des années 90, il a commencé à travailler sur les interactions entre la géométrie algébrique et la physique, fournissant des prédictions sur la symétrie miroir pour le nombre de courbes rationnelles sur des intersections complètes  dans les espaces projectifs et développant la théorie du genre elliptique des variétés algébriques singulières.